# Callaeas
Callaeas (kokako's) is een geslacht van zangvogels uit de familie Callaeidae (Nieuw-Zeelandse lelvogels) .
De kokako's behoren tot de lelvogels, de laatst overgebleven soorten van een vroege vestiging (aan het einde van het Krijt) van zangvogels in Nieuw-Zeeland. De twee soorten kokako's werden eerder ook wel als één soort beschouwd.
De zuidelijke kokako is waarschijnlijk uitgestorven en de noordelijke kokako kan zich in natuurreservaten en dankzij actief natuurbeschermingsbeheer nog redelijk handhaven.  

## Soorten
Het geslacht kent de volgende soorten:
- Callaeas cinereus – Zuidelijke kokako
- Callaeas wilsoni – Noordelijke kokako